# Чермінек
Чермінек (пол. Czerminek) — село в Польщі, у гміні Голухув Плешевського повіту Великопольського воєводства.
Населення — 286 осіб (2011).
У 1975-1998 роках село належало до Каліського воєводства.

## Демографія
Демографічна структура станом на 31 березня 2011 року:
|          | Загалом | Допрацездатний вік | Працездатний вік | Постпрацездатний вік |
| -------- | ------- | ------------------ | ---------------- | -------------------- |
| Чоловіки | 140     | 37                 | 95               | 8                    |
| Жінки    | 146     | 39                 | 80               | 27                   |
| Разом    | 286     | 76                 | 175              | 35                   |